# I turbamenti del giovane Törless (film)
I turbamenti del giovane Törless (Der junge Törless) è un film del 1966 diretto da Volker Schlöndorff, basato sull'omonimo romanzo di Robert Musil.

## Trama
In un collegio il giovane Törless fa amicizia con i due compagni Beineberg e Reiting, con i quali gozzoviglia e frequenta prostitute di nascosto. Inoltre i tre se la prendono con il debole Basini.

## Critica
«Fedele allo spirito e alla lettera del romanzo... usa una forma volutamente spoglia e disadorna ma efficacissima per descrivere la degradata realtà morale di una classe dominante minata da quella irrazionalità che pulsava sotto l'autoritarismo della Germania guglielmina ormai prossima al nazismo». *** 

## Riconoscimenti
- 1966 - Lola al miglior film